# グリーンウッドビレッジ
グリーンウッドビレッジ（Greenwood Village）は、アメリカ合衆国コロラド州のアラパホ郡にある都市。人口は1万5691人（2020年）。デンバー郊外の高級住宅街である。

## 概要
2020年アメリカ合衆国国勢調査によれば、グリーンウッドビレッジの平均世帯年収は約1,800万円だった。
市内に企業団地があり、多くの企業が事業所を置いている。JD Edwards、コムキャスト、シグナ、チャーター・コミュニケーションズ、フィデリティ・インベストメンツ、トラベラーズなどである。
デンバー地域交通局（RTD）のライトレールの駅が2つある。また、州間高速道路25号線が通る。

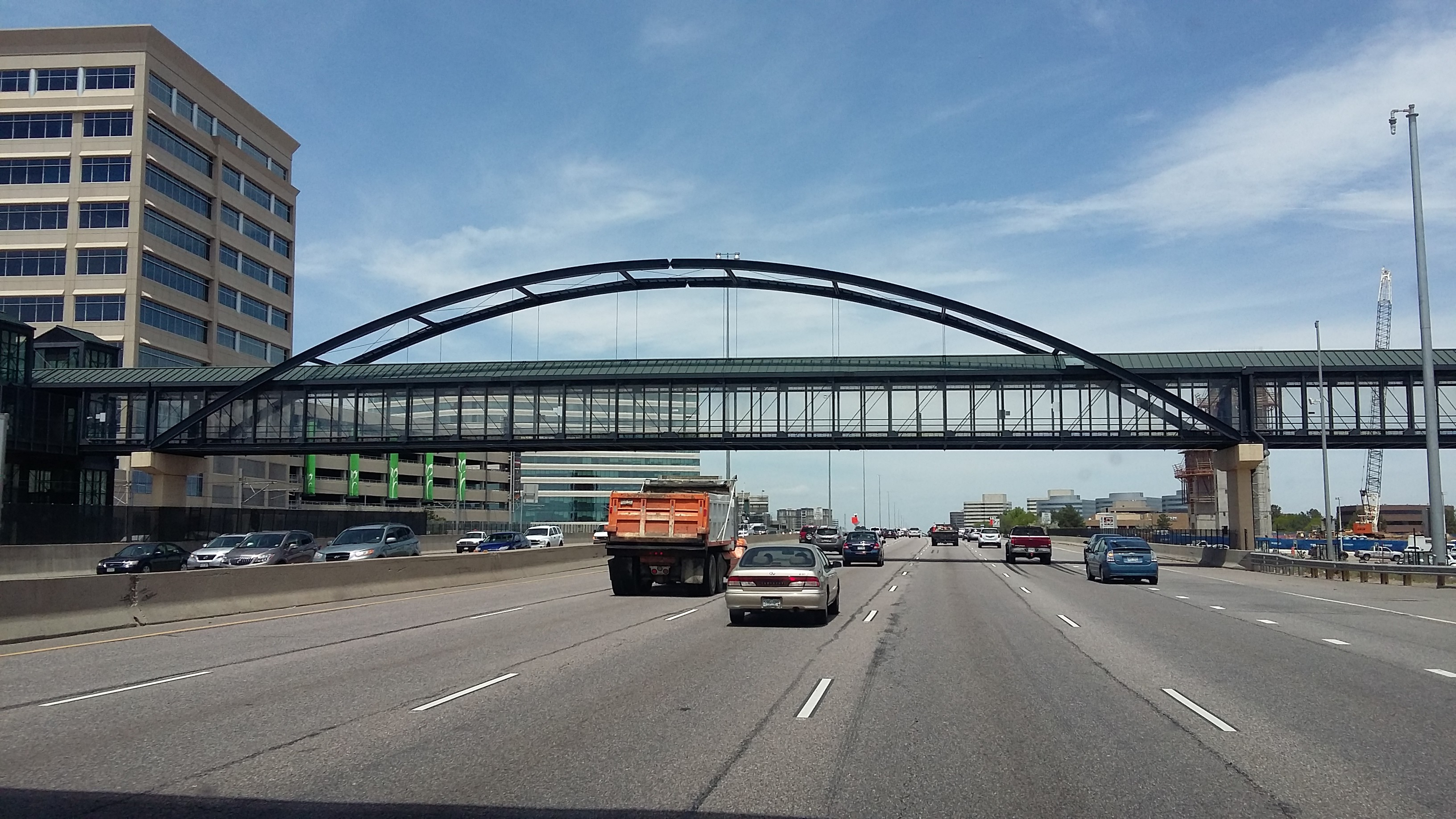
I-25